# Zyngoonops clandestinus
Zyngoonops clandestinus är en spindelart som beskrevs av Benoit 1977. Zyngoonops clandestinus ingår i släktet Zyngoonops och familjen dansspindlar.
Artens utbredningsområde är Kongo. Inga underarter finns listade i Catalogue of Life.